# Écritures (revue)
Pour les articles homonymes, voir Écritures.
Écritures est une revue belge consacrée à la littérature contemporaine, créée en 1991 et publiée par les éditions Les Éperonniers (aujourd'hui disparues) en collaboration avec l'Université de Liège. Son comité de rédaction est composé de Pierre Dulieu, Jérôme Poloczek et David Vrydaghs. Chaque numéro de la revue est centré sur une thématique et propose un ensemble de textes d'auteurs, de critiques et d'universitaires.

## Titres des parutions
- Péchés de jeunesse (printemps 1992)
- Échos d'Italie (automne 1992)
- Le Dépli. Littérature et postmodernité (automne 1993)
- Virgile (automne 1994)
- La Ville (automne 1995)
- Poésie en écritures (automne 1996)
- Les Amis (automne 1997)
- Camus (automne 1998)
- Au travail ! (automne 1998)
- Palimpcestes (automne 2000)
- Danger Dustan/Engagement (février 2004)
- Quoi maintenant ? (2007)